# DJ 한민
DJ 한민은 대한민국의 DJ다. 2012년 1집 앨범 [Crazy Love]로 데뷔했다. 현재 서울종합예술실용학교 실용음악예술계열 교수로 재직 중이다.

## 방송
- HEADLINER (2015) - Top10

## 공연
- DJ한민 & 크리스피 크런치 콘서트 (2015)
- 부산 EDM 페스티벌 (2015)
- 10th Summer World DJ Festival - 2016 Water War (2016)
- 월드클럽돔 코리아 2017 (2017)
- 3월의 크리스마스 페스티벌 (2018)
- 월드클럽돔 코리아 2018 (2018)